# Zjednoczenie Gospodarki Rybnej
Zjednoczenie Gospodarki Rybnej – funkcjonujący w latach 1960–1983 branżowy organ zarządzania z siedzibą w Szczecinie.
ZGR powołano na bazie utworzonego w 1951 Centralnego Zarządu Rybołówstwa Morskiego w Szczecinie, Centralnego Zarządu Przemysłu Rybnego w Warszawie, w 1957 Generalnego Inspektoratu Przemysłu Rybnego w Gdyni, w 1958 przekształconego w Departament Gospodarki Rybnej Ministerstwa Żeglugi i Gospodarki Wodnej w Warszawie (nadzorującego utworzone w 1957 Zjednoczenie Centrala Rybna w Warszawie, Zjednoczenie Zakłady Rybne w Gdyni oraz Radę Państwowych Przedsiębiorstw Rybołówstwa Morskiego w Gdyni).

## Jednostki nadzorowane[2]
- 9 przedsiębiorstw połowowych (Dalmor w Gdyni, Gryf w Szczecinie, Odra w Świnoujściu, Arka w Gdyni, Barka w Kołobrzegu, Koga w Helu, Korab w Ustce, Kuter w Darłowie, Szkuner we Władysławowie),
- 12 zakładów rybnych,
- 17 central rybnych,
- Dalekomorskie Bazy Rybackie w Szczecinie (1960–1970),
- Biuro Handlu Zagranicznego „Rybex”, Szczecin (1967–),
- Centrala Handlowa Zbytu Ryb w Szczecinie (1968–), wcześniej Centralny Ośrodek Dyspozycyjny Zbytu w Gdyni, przekształcony w Przedsiębiorstwo Przemysłowo-Usługowe Rybołówstwa Morskiego „Transocean” w Szczecinie (1975–),
- Morski Instytut Rybacki w Gdyni ([1921], 1966–),
  - Ośrodek Naukowo-Badawczy Handlu Rybnego w Szczecinie (1967–1978),
  - Ośrodek Badawczo-Rozwojowy Białka Spożywczego w Gdyni (1973–1978),
- 7 szkół zawodowych i średnich branży rybnej (1978–).

Przeprowadzono likwidację ZGR (1981–1983), która nie objęła BHZ „Rybex”.

## Dyrektorzy naczelni
- 1961 – Jan Sołtan[3]
- 1972-1977 – Wojciech Polaczek (1934–2023)[4]
- 1977-1979 – Juliusz Hebel (1915–1996)[5]
- 1980-1983 – Józef Baj (1930–2022)[6]

## Siedziba
ZGR miało siedzibę najpierw w Warszawie przy ul. Świętokrzyskiej 12 (1964–1966), a od 1967 w Szczecinie przy ul. Odrowąża 1.